# Buchmühle (Saal an der Saale)
Buchmühle ist ein Gemeindeteil der Marktes Saal an der Saale im unterfränkischen Landkreis Rhön-Grabfeld in Bayern.

## Lage
Die Einöde liegt direkt am Fluss Milz im Ortsteil Waltershausen.

## Geschichte
Die Buchmühle kam 1537 zunächst in den Besitz von Schalk von Ostheim. Im Dreißigjährigen Krieg wurde die Mühle zerstört und wieder aufgebaut. 80 Jahre später erwarb sie Konrad Hickmann aus dem Odenwald. Im Jahr 1830  kaufte die Mühle Andreas Rittweger. Seit 1992 ist die Mühle stillgelegt und dient heute nur noch zu Wohnzwecken.